# ドイツ語会話
ドイツ語会話（ドイツごかいわ）は、1990年4月から2008年3月までNHK教育テレビジョンで放送されたドイツ語の語学番組である。
2008年度以降は、「テレビでドイツ語」という後続番組となっている。

## 放送時間
- 1990年度
  - 本放送：木曜日 午前7時40分 - 午前8時00分
  - 再放送：金曜日 午後10時40分 - 午後11時00分
月曜日と火曜日に1989年度のドイツ語講座の再放送があった。
- 1991年度
  - 本放送：月曜日 午前7時40分 - 午前8時00分
  - 再放送：火曜日 午後10時40分 - 午後11時00分
木曜日と金曜日に1990年度の再放送があった。
- 1992年度
  - 本放送：月曜日 午前7時40分 - 午前8時00分
  - 再放送：火曜日 午後10時40分 - 午後11時00分
木曜日と金曜日に1991年度の再放送があった。
- 1993年度
  - 本放送：月曜日 午前7時40分 - 午前8時00分
  - 再放送：金曜日 午後7時30分 - 午後7時50分
木曜日と土曜日に1992年度の再放送があった。
- 1994年度
  - 本放送：月曜日 午前7時40分 - 午前8時00分
  - 再放送：金曜日 午後7時30分 - 午後7時50分
木曜日と土曜日に1993年度の再放送があった。
- 1995年度
  - 本放送：月曜日 午前7時40分 - 午前8時00分
  - 再放送：水曜日 午後11時30分 - 午後11時50分
木曜日と土曜日に1994年度の再放送があった。
- 1996年度
  - 本放送：月曜日 午前7時40分 - 午前8時00分
  - 再放送：水曜日 午後11時30分 - 午後11時50分
木曜日と土曜日に1995年度の再放送があった。
- 1997年度
  - 本放送：月曜日 午前7時40分 - 午前8時00分
  - 再放送：水曜日 午後11時35分 - 午後11時55分
木曜日と土曜日に1996年度の再放送があった。
- 1998年度
  - 本放送：日曜日 午前6時40分 - 午前7時10分
  - 再放送：土曜日 午後12時00分 - 午後12時30分
- 1999 - 2001年度
  - 本放送：火曜日 午前6時40分 - 午前7時10分
  - 再放送：木曜日 午後3時00分 - 午後3時30分
- 2002年度
  - 本放送：日曜日 午前6時40分 - 午前7時10分
  - 再放送：土曜日 午前0時40分 - 午前1時10分
- 2003・2004年度
  - 本放送：水曜日 午後11時30分 - 午後0時00分
  - 再放送：翌週月曜日 午前6時00分 - 午前6時30分
- 2005・2006年度
  - 本放送：水曜日 午後11時30分 - 午後11時55分
  - 再放送：翌週月曜日 午前6時00分 - 午前6時25分
- 2007年度
  - 本放送：木曜日 午前0時00分 - 午前0時25分
  - 再放送：翌週月曜日 午前6時00分 - 午前6時25分

## 各年度の出演者・内容

### 1990 - 1998年度
出演者
- 講師
  - 1998年度：中山純
  - 1997年度：岡本順治
  - 1996年度：山路朝彦
  - 1995年度：上田浩二
  - 1994年度：岡村三郎
  - 1993年度：上田浩二
  - 1992年度：岡村三郎
  - 1991年度：上田浩二
  - 1990年度：上田浩二

- アシスタント
  - 1990年度：シルビア・ヘデニック

### 1999年度
Igelhütte
出演者
- 講師：大谷弘道（慶應義塾大学教授）
- 生徒
  - 松下恵
  - 今村雅美

- アシスタント
  - ハイディ・クノーブロホ
  - カール・ノイベルト

- キャラクター
  - Max（ハリネズミ）

内容
番組全体を、Igelhütteという山小屋として放送していた。

### 2000年度
KALEIDOSKOP
出演者
- 講師：大谷弘道（慶應義塾大学教授）
- 生徒
  - 井上あずさ

- アシスタント
  - カティア・カーシング
  - トルステン・カーニッシュ

- Igelhütte
#1999年度を参照のこと

内容
1999年度のIgelhütteを用いた放送である。井上あずさとカティア・カーシングの2人がキャスターとして進行していた。
前半のスタンダード40では、前年度と同じ40の基本表現からなる「スタンダード40」を学習する。4～9月はスキット「ファンタスティック街道珍道中」を、10月～翌3月はスキット「Moment bitte!」を用いた。
後半は1999年度のスキット「フライブルク夏物語」を通年で用いていた。
REPORTAGEと称して、レポーター役のトルステン・カーニッシュがキャスター2人と会話するコーナーや、SETZKASTENと称して、ドイツ音楽やドイツ料理などを取り上げたコーナーも存在していた。
付記
ラジオのドイツ語講座の本放送は月～土7:00～7:20（再12:40～13:00）。

### 2001年度
Auf der Spur
出演者
- 講師：中山純（慶應義塾大学教授）
- 生徒
  - 桂小米朝(Kobi)

- アシスタント
  - エスター・シェーラー
  - トーマス・マイアー

- 文化コーナー
  - 衛藤利恵
  - ウレシカ・アシャー
  - 門倉多仁亜

- スキット（ミュンヘンより愛をこめて）

内容
番組全体を、「ドイツ語探偵社」として放送していた。
スキット「ミュンヘンより愛をこめて」より新たな40の基本表現からなる「新スタンダード40」を学習する。なお、同スキットはドイツ語圏であるドイツ・オーストリア・スイス及びイタリアの南チロルを舞台としていた。
文化コーナーは、PALETTEと称して週替わりでドイツ音楽やドイツ料理などを取り上げた。尚、本放送が第5火曜日日となる週の文化コーナーはマジックを放送した。

### 2002年度
Visavis
出演者
- 講師：中山純（慶應義塾大学教授）
- 生徒
  - 桂小米朝（Kobi）

- アシスタント
  - エスター・シェーラー
  - トーマス・マイアー

- キャラクター
  - こうもり男爵（声：中山純）

内容
番組全体を、Visavisというアミューズメントパークとして放送していた。アミューズメントパーク1階（Erdgeschoss）のInformationでオープニングを行った後、エレベータで各フロアに進んで番組を進める形式であった。
- EG（1階） Information
オープニングトークを行う。
- Et1.（2階） Aktivstudio（ことばのフィットネススタジオ）
基本的なトレーニングを行う。Odeonでの「ドイツ語探偵社物語」放映開始の予告ブザーにてコーナーは終了する。
- Et2.（3階） Odeon（映画館）
2001年度のスキット「ミュンヘンより愛をこめて」を利用した「ドイツ語探偵社物語」にて前年度と同じ40の基本表現からなる「新スタンダード40」を学習する。
- Et3.（4階） Last Minute（旅行代理店 Last Minite）
こうもり男爵とKobiのトークにて旅行会話を取り上げる。
- Et4.（5階） Café Wochenende
週替わりの文化コーナー。ドイツ音楽やドイツ料理などを取り上げた。

### 2003年度
WG Kunterbunt
出演者
WG Kunterbuntの住人という設定。
- 講師：相澤啓一（筑波大学助教授）
- 市川実和子
- エリカ・クローゼ
- アレクサンダー・イミック
- Sascha

内容
番組全体を、ベルリンにあるアパート WG Kunterbuntとして放送していた。
基本編の「ピポの大冒険(Pipos Abenteuer)」はアパートのTVで見ることが出来る番組（劇中劇のような物）として放送していた。尚、基本表現は前年と変わり通年で50の基本表現を学ぶ「Go! Go! 50」となった。

### 2004年度
出演者
- 講師：相澤啓一（筑波大学助教授）
- ネイティブ講師
  - 長岡ナターシャ
  - マックス・ザインシュ

- 「ナターシャのドイツ語塾」スキット出演
  - 小崎友里衣（2004年夏に「ともさと衣」に芸名変更）
  - 長岡ナターシャ
ほか、ドイツ語母語話者が多数出演

- 生徒：ペナルティ （ヒデ、ワッキー）
- 文化コーナー
  - ナタリー・ノイマン
  - ベッティーナ・オルトマン
  - クリストフ・ヘンドリックス
  - シュテファン・ブーヘンベルガー（料理コーナー）

内容
オープニングでは、生徒役のペナルティが、ドイツ語やドイツ文化に関連するコントをおこなっていた。講師の相澤先生がコントに登場することも多かった。
基本編はまず「ナターシャのドイツ語塾」として、教室を模したスタジオで長岡ナターシャが先生役・ペナルティの2人が生徒役となり、ドイツ旅行を題材にしたスキットを使い、「25 Grund-Sätze（25の基本表現）」として各週1つずつドイツ語の基本表現を学習。また「マックスの単語道場」として、マックス・ザインシュとペナルティとの寸劇形式で語彙力の向上を目指していた。「ナターシャのドイツ語塾」「マックスの単語道場」は6ヶ月の講座で、10月-3月には4月-9月の講座を再放送した。
基本編の最後には、その回の放送での学習内容を受けて、ペナルティがまとめのコントをおこなっていた。
この年は基本編は2本立てで、「ピポの大冒険(Pipos Abenteuer)」として、火星の王子ピポとドイツの女の子ティナのやりとりという設定のアニメスキットを使い、文法項目を中心に学習するコーナーも放送された。「ピポの大冒険」の部分は通年放送で、2003年度のスキットを再放送して解説を再構成していた（火星の王子ピポとドイツの女の子ティナのやりとりという設定のスキットは、ラジオのドイツ語講座においては1999年4月～9月（再：2000年10月～翌3月）に「ピポのドイツ語入門(Mit Pipo Deutsch Lernen)」として放送されていた）。
応用部分は、文化コーナー（apropos Kultur!）として放送。各分野で活躍しているドイツ語圏の人へのインタビューや、ドイツ料理のコーナーなどを放送。文化コーナーは基本的にドイツ語での放送で、日本語の字幕・テキストに日独対訳がつき、中級者以上の学習に役立つ構成を図っていた。

### 2005年度
出演者
- 講師：相澤啓一（筑波大学助教授）
- アシスタント
  - 長岡ナターシャ

- MC
  - マティアス・ヘニングス
  - レーナ・フリッチュ

- バリエーション（Bienenstich-Kabarett）
  - マックス・ザインシュ
  - ダニエラ・ディールカー
  - ゲオルグ・ニコライ＝ゼーバー

- 文化コーナー
  - ズザンネ・シュテフェン（インタビュアー）
  - クリストフ・ヘンドリックス（ドイツの裁判ドラマ）
  - クルム伊達公子（ドイツ文化を体験：第1週）
  - ペナルティ（ドイツ・ワールドカップへの旅）

進行は、MC役のマティアスとレーナが行う。
内容
前半15分は、スキット「ナターシャズ・インタビュー」で学習し、解説が入り、MCのトークやマックス、ダニエラ、ゲオルグの3名による途中3回のバリエーションコーナーがある。
後半10分は文化コーナー。インタビューのほか、毎月第1週には前期は伊達公子のドイツ文化を体験、後期は以前生徒役だったペナルティによる「ペナルティが行くドイツ・ワールドカップへの旅」、第2週は裁判ドラマ、第3週はドイツ年レポートなどがあった。

### 2006年度
出演者
- 講師：保阪良子（学習院大学助教授）
- 生徒
  - 中山エミリ
  - 土屋礼央（RAG FAIR）

- アシスタント
  - クリスティアン・トリーベル
  - LIZA

- ドイツ・サッカー
  - 石井学

- 文化コーナー
  - パイネ純（ドイツデザイン探訪）ほか

進行は、講師の保阪先生は行わず、番組前半はアシスタントのクリスとLIZA、前期の文化コーナーは生徒役の中山エミリとなっている。
内容
番組前半の15分間は前半3ヶ月、後半3ヶ月で違う内容となっている。
前半3ヶ月は「3ヶ月で学べる旅行会話」。ドイツFIFAワールドカップを前にした時期だったため、ナターシャ長岡がドイツ各地で、旅行に使えるフレーズを使う「ドイツ・レポート」から学ぶ。後半3ヶ月は「みなみの乗馬留学」。主人公みなみが短期乗馬留学するという設定のミニドラマが題材となっている。
共通コーナーとして、講師の保阪先生とドイツ人母語話者が語り合う「ドイツ語のつぼ」などがある。
10月からは、一部編集されてはいるものの基本的に再放送となっている（オープニングのFIFAワールドカップ関連の会話などが対象）。
番組後半10分間は、前期は生徒も含め4人で進行した。
4月から6月はドイツワールドカップにちなみ、「ドイツ・サッカー」でサッカー事情、ドイツ語でのサッカー用語の紹介や、選手・監督の言葉を紹介するコーナーと、ドイツ語の歌を覚えて歌うコーナーがあった。
7月からは、「翼をもった文化」としてデザインや、ドイツで活躍する日本人の紹介、インタビュー、音楽事情紹介などが週替わりで構成されていた。
10月からは、「一歩先へ！」と「翼をもった文化」の2本立てとなった。「一歩先へ」は、クリスとLIZAが進行し、前半15分のスキットから中級者向けの表現を紹介する。このコーナーでは、今年度初めて講師とのやりとりが行われるのが特徴である。その後の「翼をもった文化」は、2週で1つの話題やインタビューを紹介する構成に変更された。

### 2007年度
出演者
- 講師：保阪良子（学習院大学助教授）
- アシスタント
  - LIZA
  - クリスティアン・トリーベル（Christian・Triebel）
横浜市出身のドイツ人。東京基督教大学・神学部卒。神学士。日本語・英語・ドイツ語と語学堪能。モデル・英会話講師。

- 生徒
  - 博多華丸
  - 博多大吉

- 文化コーナー
  - 石井学（サッカー王国ドイツ 強さの秘密、月1回出演）

内容
コーヒー代だけでドイツ語が学べるカフェで華丸・大吉がドイツ公演を行うため勉強するという設定。上半期最後の放送では実際にドイツ人観客の前で全編ドイツ語の漫才を披露した。